# ユリ・サカザキ
ユリ・サカザキ（Yuri Sakazaki、坂崎 百合）は、SNK（SNKプレイモア）の対戦型格闘ゲーム『龍虎の拳』シリーズや『ザ・キング・オブ・ファイターズ』シリーズなどに登場する架空の人物。

## 概要

### 生い立ち
極限流空手の創始者タクマ・サカザキの長女。日米のハーフであり、母はロネット・サカザキ、兄は極限流空手の師範代リョウ・サカザキ。兄弟弟子にリョウの親友ロバート・ガルシアがいる。
サカザキ家の長女として家族で暮らしていたのだが、リョウが10歳の誕生日を迎えた日（当時、ユリは5歳）に、サウスタウンへと出かけていた両親が事故に遭い、トラックに激突され両親の乗っていた車は大破し、ロネットは即死、タクマは瀕死の重傷を負う。その後、タクマは事故の原因を究明するために失踪してしまい、幼いユリには事情がよく飲み込めず両親がいなくなった悲しみに暮れるだけだった。
それからはリョウと2人だけの生活を送ることとなった。リョウはユリを養うために早朝から深夜まで死に物狂いで働くものの、生活は日ごと苦しくなっていく。ある日仕事に出掛けたリョウが傷だらけの姿で帰宅した、事情を聞いてもリョウは何も答えてくれず、日を追うごとに彼の傷は増えていった。心配するユリは仕事に出掛けたリョウの後をつけることにしたのだが、そこで見たものは賭けストリートファイトに挑み大人からサンドバッグのように殴られているリョウの姿だった。リョウが己の真意をユリに明かすことは一度も無かったが、ユリは自分のために闘っているということを察していた。贅沢なんかできなくてもいい、今のままで充分幸せだから危険なことは止めてくれと、幾度も涙ながらに懇願するのだがリョウは何も言わずストリートファイトを続ける。リョウは急激に格闘技の実力を付けていくものの、あれほど武術を嫌っていた兄が毎日闘い、傷だらけになっている姿を見るたびユリはいたたまれない気持ちを募らせた。しかしどれだけ傷を負ってもリョウは自分のことよりユリばかりを気に掛ける、それならリョウに心配を掛けないよう自分はいつも元気に一生懸命頑張ろうと決意する。決して弱音を吐かず、いつも自分のために頑張ってくれている兄を見てすまなさ半分、ありがたさ半分、陰ながら兄の役に立ちたいと常日頃から思っていた。

### 龍虎の拳シリーズ
両親の悲劇から7年が経ち、ユリが17歳の時、リョウの留守中にアパートが襲撃されサウスタウンで暗躍する組織の幹部・Mr.ビッグにより誘拐される事件が発生。これによって失踪していた父のタクマは、ビッグやギース・ハワードの言いなりにならざるを得なくなり、リョウやロバートの活躍で救出されるが、むざむざ誘拐されてしまった自分の不甲斐なさを恥じる。
誘拐事件後、兄たちの重荷にはなりたくないと、父に頼んで極限流空手に入門（『ゲーメスト』で連載されていた漫画版『龍虎の拳2』では、格闘技を始めたその他のきっかけとして、自身が誘拐された際に救ってくれた、女性でありながら格闘技を身につけていたキングの影響も少なからずあったという描写がある）。格闘技によって苦しい経験をしていた兄からは猛反対されていたが、格闘家としての潜在能力は高かったらしく、極限流空手に入門して僅か1年後にはプロの格闘家たちとも渡り合えるようになり、以降は女性格闘家として数々の活躍をしている。
戦闘服は道着の上のみをストッキングやスニーカーといった軽装と組み合わせた身軽でスポーティーなスタイルで、青いグローブを着用している。『龍虎の拳2』および初期の『ザ・キング・オブ・ファイターズ』（以下『KOF』と表記）シリーズでは、必殺技でKOされるとキングと同様に上半身の道着が破れ、下着姿になる演出が存在した（脱衣KOと呼ばれる）。これはデータ容量の関係から後のシリーズでは省かれていたが、『KOF XIII』（以下『XIII』と表記）で15年ぶりに復活した。『龍虎の拳2』ではパーフェクトで勝つと帯がほどけてしまう演出もあり、道着の下にセパレートのレオタードとストッキングを着ていることが判明する。髪型は基本的にロングヘアーを三つ編みでまとめている。趣味のカラオケは、自分では上手いと思っているらしいがその実力は未知数である（『龍虎の拳2』のスタッフロールのコント映像ではユリの歌を聴いたミッキー・ロジャースが苦しんでいた）。友人たちと一緒に足しげく通って美声を披露している。友人たちの都合が付かない場合は、聴かせ役としてリョウを無理矢理連れ出し延々と歌っている。嫌いな物の「タコ」および「タコみたいな人」は、Mr.ビッグに誘拐されて以来、彼のスキンヘッドがトラウマになったためである。それ故スキンヘッドの男に対しては誰彼かまわず「ハゲはいや」と泣き叫んだり、文句を言ったりしている。このことは漫画など二次作品の題材としてよく取り上げられる。
『龍虎の拳』では「囚われのヒロイン」以上の個性を出していなかったが、『龍虎の拳2』以降はうってかわって明るく、多少茶目っ気のあるお転婆な性格になっている。しかし『龍虎』では描かれる機会がなかっただけで、ハイスクールではソフトボール部に所属し、クラスでは学級委員も担当していたり、仲間内でもリーダー的な存在で元から活発でサバサバした性格であった。口癖は、勝利ポーズの際に発する台詞「よゆうッチ」。極限流空手門下ということで使用する技は基本的にはリョウやロバートと共通しているが、独自の技も持ち合わせている。
しかし、格闘家としての才能の開花がリョウに比べて驚くほど早かったのが災いし、自信過剰になっている傾向もあり、兄や父に無断でKOFに出場するなど、無茶な行動に出ることも多いため、リョウやタクマを心配させ続けている。その結果、『龍虎の拳外伝』では、自らの実力にやや慢心していたことでワイラーの配下であるシンクレアの彎刀によって斬り付けられ、一時は病院に搬送されるという目に遭う。しかし、ロバートのことが気がかりであったために、病院を抜け出して窮地に陥っていたロバートの前に駆けつけている。
ロバート・ガルシアから好意を持たれておりユリ本人もロバートを慕ってはいる。何度かデートもしているのだがユリ自身、今は空手をやっている方が楽しいので恋人はまだ必要ないと思っている。開発スタッフからも「少なくとも今のユリは自分の力を兄に認めさせるのに懸命」、「つかず離れず、まわりから見ていてイライラする」といった旨が語られており、友達以上恋人未満な関係のように提示されている。リョウやロバートが年を経た姿で登場する『武力 〜BURIKI ONE〜』や『ネオジオバトルコロシアム』でのユリは独身である。
テーマBGMは『龍虎の拳2』時の「ダイエット」。後に『KOF京』、『KOF2002』、家庭用『KOF XI』などでもアレンジされて使われている。

### KOFシリーズ
最初の作品である『KOF'94』（以下『'94』と表記）の頃より、持ち前の好奇心から参加を希望していたが、リョウやタクマからは猛反対されている。そこで、自分のチームを結成しようと考えたユリは、過去のKOF女性参加者でも有名な不知火舞に接触。そして同じく女性参加者として名高いキングを加えようと彼女が店を経営しているイギリスへ向かい、女性格闘家チームを結成することになった。この後はリョウやタクマに叱責されるも、反省の色の無いユリは『KOF'95』（以下『'95』と表記）に再度女性格闘家チームとして出場したため、ユリのKOF出場阻止は断念するしかないだろうと判断したタクマの意向で、『KOF'96』（以下『'96』と表記）以降は龍虎チームのメンバーとしても出場するようになった。現在の『KOF』シリーズでは、「女性格闘家チーム」か「龍虎の拳チーム」（極限流チーム）のどちらかに所属する。女性格闘家チームの場合は主に不知火舞やキングと、龍虎の拳チームの場合は主に父兄やロバートとチームを組む。『'94』の開発時は女性格闘家チームは存在せず、「イギリスチーム」としてキングやビリー・カーン、ビッグ・ベアが登場する予定であったが、ユリを出したいとの開発スタッフの要望から特に容量を要するビッグベアと差し替えられ、舞を加えて女性格闘家チームとして構成された。
コスチュームは、『龍虎の拳2』で着用しているものと同じスタイルで、作品を通して大きな違いはないものの、スニーカーやグローブのデザイン、ソックスの長さなど、細かな部分でバリエーションに富んでいる。当初は長髪であったが『XIII』からは髪を切ってショートヘアにしており（三つ編みの方も別コスチュームで存在する）、『KOF XIV』では、白い道着に「極限」という刺繡が施されている。
性格は龍虎シリーズの時に比べると、明朗快活を通り越して空気の読めない素っ頓狂で能天気な挙動が多く、勝利ポーズの「余裕ッチ」を受けて、『'96』以降の一部作品では会話の語尾にまで「〜ッチ」が付くようになっている。『'94』でのルガールとの対戦後は、危機的状況にもかかわらず賞金をよこせと喚いていたり、『'95』のエンディングでは舞と共に酒癖の悪さを見せて、店の店主であるキングにとって頭痛の種になっている。『XIII』の龍虎チームのエンディングでは、結婚したい理想の男性像についてキングを指しており、その場にいた彼女から頭を叩かれている。
使用する基本の技は龍虎シリーズの時と変わらないが、砕破は判定が弱くなり対空としては使えなくなった。一部に独自のアレンジを加え、技によっては「ユリちょうアッパー」など独自のセンスで名前を付けている。この件に関しての父と兄の説教を、ユリは徹底して聞かないフリで、ロバートは黙認している。また、他の格闘家たちの技を模倣する形で独自の技も開発している。『KOF』全体の傾向として他作品のパロディが取り入れられることが多く、ユリも例外ではない。スタッフ曰く「KOFシリーズのユリは、新しいタイトルが出るたびに、誰かの技をイメージさせる技を覚えてきます」。しかし、あまりにアレンジの過ぎた技や模倣した技を持っていることから、極限流打倒を掲げる如月影二や藤堂香澄から、ユリは亜流扱いされてしまっている。また、アレンジ技などの研究に余念が無い一方、基礎鍛錬を怠っているようで、多くの対戦相手から敗北後に指摘されてしまっている。これらが原因で、未だにリョウやタクマからは格闘家としての覚悟が中途半端だと見なされる要因になっている。
現在の目標は自分の力を兄に認めさせること。世話になった父や兄のために何かしたいと思っており、不器用な気質の2人に代って道場を盛り立てようと努力している。また、フィットネスクラブでのアルバイトやボランティア活動に精を出す一面もある。
好物のカレーはとにかく甘い味に仕上げている。あまりにも甘すぎるためリョウは苦手としている。好きになったきっかけは幼い頃リョウが食事にカレーを作った時、辛いから食べられないと言っているユリを見かねてリョウが甘いカレーを作ったことが始まり。その味がとても気に入ったユリはそれ以来甘口を好むようになり、自分で作るようになってからはリョウの分まで勝手に甘口で作っている。リョウは昔から味を変えてくれるように頼んでいるのだがユリは気にせず作り、強引に甘口カレーを食べさせている。
父・タクマのことは尊敬しているが、『KOF』シリーズにおいてたびたびMr.カラテを名乗っては天狗の面を着けて登場する悪ふざけに関しては辟易しており、交友関係のある人物たちにも完全にバレているため、「Mr.カラテ」が嫌いなものに入っている。
恋愛ゲームである『Days of Memories』シリーズでは、1作目『Days of Memories 〜僕と彼女の熱い夏〜』、8作目『Days of Memories 〜風舞う都でつかまえて!〜』にヒロインの1人として登場する。どちらも原作とは設定に差異があるが、明るくお転婆気味なキャラクター性は共通している。また『Days of Memories 〜彼と私の熱い夏〜』では普段おしゃれに無頓着なリョウをめかし込んで主人公とデートさせるという計らいをしている。

### カプコンとのクロスオーバー
『頂上決戦 最強ファイターズ SNK VS. CAPCOM』では一条あかりとギース・ハワードとともにSNK側の隠しキャラクターとして登場する。また、カプコン側のバレッタと対応するキャラクターになっている。
『CAPCOM VS. SNK』シリーズでは春日野さくらとの対戦前デモで『ヴァンパイア』シリーズのフェリシア、さくらおよびリョウ以外との場合には『ストリートファイターIII』のまことのパロディを行っている一方、テリー・ボガードを「腹ぺこオオカミ」、ナコルルを「ナコナコ」、ルガール・バーンシュタインの黒豹ロデムを「クロちゃん」、エドモンド本田を「前屈みクン（相撲の基本姿勢である低く構えた姿から）」と突飛なあだ名を付けたり、ザンギエフを「ゴンザレス」と間違えて怒られたり、山崎竜二を使い走りにしたりと仲間を困惑させるような行動も見受けられる。また、バルログ、ナコルル、覇王丸、高嶺響など刃物を持って戦う相手には強く非難する。覇王丸の酒を勝手に飲んだり、イーグルの棒を勝手に打つなど、仲間の持ち物を勝手に使う。このような自由奔放過ぎる性格が災いしてバルログ、キャミィ、八神庵、バイス、ロック・ハワードには嫌われ、ユンからは「少しは落ち着けよ」と呆れられている。スキンヘッドに対するトラウマが悪化しており、サガットに対しては「ハッスルおやじ」、チャン・コーハンに対しては「ハリボテ漫才」と、最早「ハゲ」の二文字を口にすることすら嫌というレベルにまで達している。また、ダルシムにも過剰なまでの恐怖を抱いている（彼のユリに対する勝利メッセージにて）。なお、『龍虎の拳2』でのパーフェクト勝利ポーズがファイネストKO時に再現されている。
『SNK VS. CAPCOM SVC CHAOS』には参戦していないが、リョウとMr.カラテ（通常版）の個別エンディングに登場する。

## 技の一覧
詳細は極限流空手参照。「虎煌拳」などの気功系の技については、『龍虎の拳2』『KOF2003』『KOFXⅣ』のみピンク色の気功を発して、他の『KOF』シリーズではリョウと同じ色になっている。

### 通常技
- 突き上げパンチ
- しゃがみ蹴り
- エレガンス・ソバット

### 通常投げ
- 鬼はり手
- さいれんと投げ / 美・サイレント投げ
- いずな落とし / 燕落とし

### 特殊技
- 燕翼
- 刺燕
- 昇燕
- 旋回脚
- ゆり降り

### 必殺技
- 虎煌拳
- 覇王翔吼拳
- 雷煌拳
- 百烈びんた
- 砕破
- 燕舞脚
- 空牙（ユリちょうアッパー）
- 裏空牙（ダブルユリちょうアッパー）
- 闇空牙（トリプルユリちょうアッパー）
- 夢空牙（ユリちょうアッパーフィニッシュ）
- 飛燕疾風拳（ユリちょうナックル）
- 飛燕旋風脚（ユリちょう回しげり）
- 飛燕足刀（ユリちょうスラッシュ）

### 超必殺技
- 覇王翔吼拳
- 雷神 覇王翔吼拳
- 天翔覇王翔吼拳
- 飛燕鳳凰脚
- 鍼!飛燕鳳凰脚
- 空中飛燕鳳凰脚
- 飛燕烈孔（ユリちょうれっぱ）
- 滅鬼斬空牙（芯! ちょうアッパー）
- ユリちょう燕舞
- ちょう!龍虎乱舞
- 覇王雷煌拳

## 担当声優
- 生駒治美 - 『龍虎の拳』
- ほりえかおり（旧芸名：堀江かおり） - 『龍虎の拳2』、「ザ・キング・オブ・ファイターズシリーズ」（『'94』 - 『XIII』まで）
- 加隈亜衣 - 『THE KING OF FIGHTERS XIV』以降の関連ゲーム作品
- 浜崎歩（現・浜崎あゆみ） - テレビアニメ『バトルスピリッツ 龍虎の拳』テレビ放送版
- 非公表 - テレビアニメ『バトルスピリッツ 龍虎の拳』DVD版
- ヴェロニカ・タイラー - テレビアニメ『バトルスピリッツ 龍虎の拳』英語版
- 丹下桜 - 電撃CD文庫の『ザ・キング・オブ・ファイターズ'94』

## 備考
- 『KOF'97』で舞・キング（『'95』までの女性格闘家チームと同じメンバーになる）と組むと、エンディングが変化。キングの弟ジャンに水着のブラを剥ぎ取られてしまう。
- 『バトルスピリッツ 龍虎の拳』では髪型が一本お下げではなく、髪型が異なっている。

## 関連人物
- リョウ・サカザキ - 兄、KOFでのチームメイト。
- タクマ・サカザキ - 父および武術の師、『KOF'99』『KOF 2001』でのチームメイト。
- ロバート・ガルシア - 友達以上恋人未満、および兄の親友、KOFでのチームメイト。
- キング - かつて自分を救ってもらったことがある人物、KOFでのチームメイト。
- Mr.ビッグ - かつて自分を誘拐した人物、因縁。
- 藤堂香澄 - 父の知人の娘、『KOF 2000』『KOF R-2』でのチームメイト。
- 不知火舞 - 友人、KOFでのチームメイト、『餓狼伝説』シリーズキャラクター。『餓狼伝説』シリーズでは面識無し。
- 四条雛子 - 『KOF 2000』でのチームメイト。
- メイ・リー - 『KOF 2002』でのチームメイト。
- まりん - KOFでの因敵。
- 麻宮アテナ - 『KOF XV』『KOF R-1』でのチームメイト。
- ナコルル - 『KOF 2000』のアナザーストライカー、『サムライスピリッツ』のキャラクター。
- 春日野さくら - SNKとのクロスオーバーシリーズにて、仲の良い対戦相手、友人。
- バレッタ - 『頂上決戦最強ファイターズ』でのライバル、『ヴァンパイアセイヴァー』のキャラクター。